# Brachythemis fuscopalliata
Brachythemis fuscopalliata (tên tiếng Anh là Dark-winged Groundling) là một loài chuồn chuồn ngô thuộc họ Libellulidae. Nó được tìm thấy ở Iran, Iraq, Israel, Syria, và Thổ Nhĩ Kỳ. Môi trường sống tự nhiên của chúng là sông ngòi, đầm lầy, hồ nước ngọt, đầm nước ngọt, khu vực trữ nước, ao, hố, đất có tưới tiêu, và kênh đào và mương rãnh. Nó bị đe dọa do mất môi trường sống.

## Hình ảnh

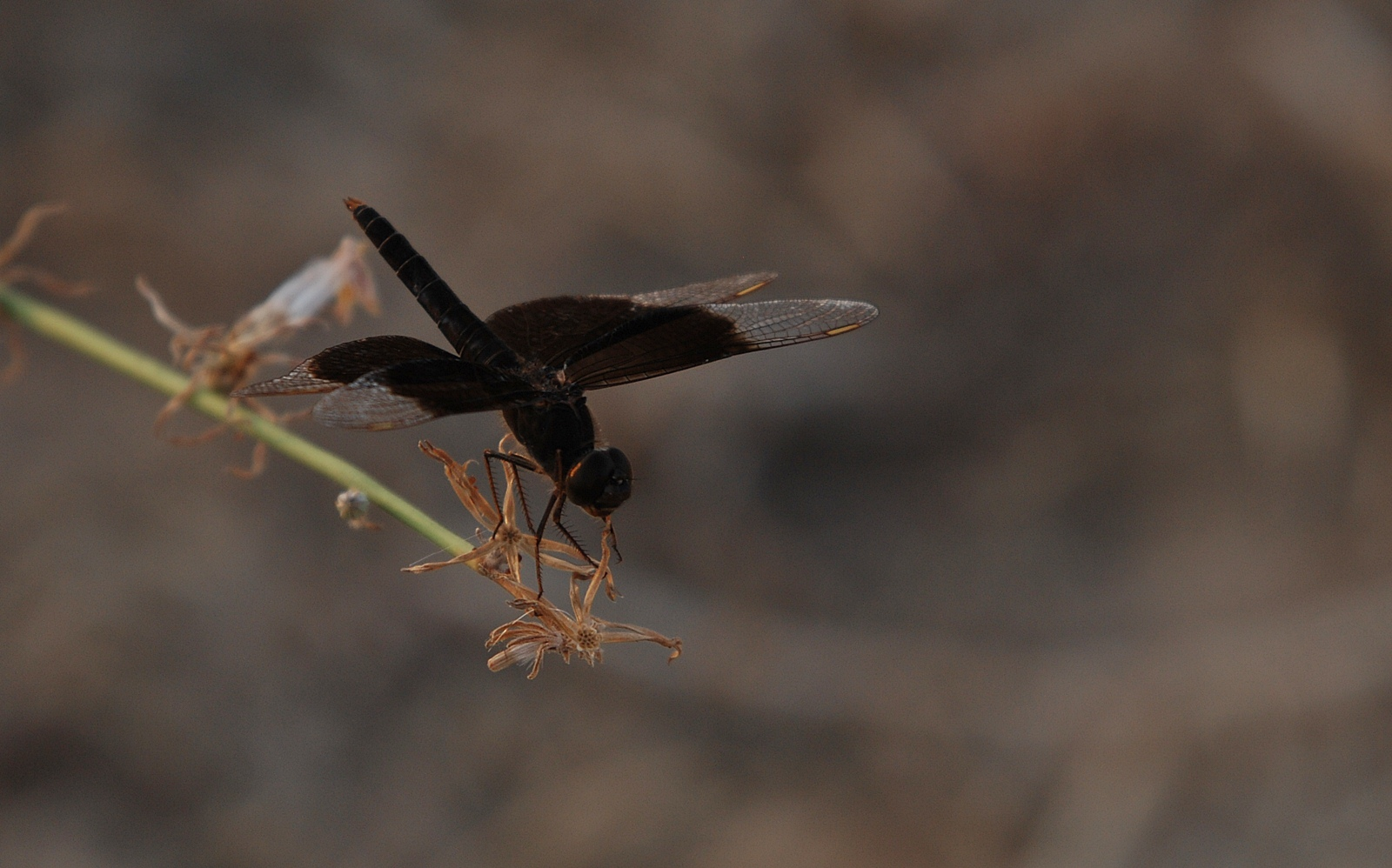